# Hamed Bakayoko
Pour les articles homonymes, voir Bakayoko.
Hamed Bakayoko, né le 8 mars 1965 à Abidjan et mort le 10 mars 2021 à Fribourg-en-Brisgau (Allemagne), est un homme d'État ivoirien.
Membre du RDR & RHDP du président Alassane Ouattara, il est Premier ministre de juillet 2020 jusqu’à sa mort, des suites d’un cancer foudroyant. Au moment de son décès, il est également ministre de la Défense et maire d'Abobo.

## Famille, études

### Origines familiales
Hamed Bakayoko est né à Abidjan, dans le quartier populaire d'Adjamé, Habitat-Extension. Il grandit au sein d’une famille musulmane de classe moyenne. Son père est fonctionnaire et sa mère meurt alors qu'il est encore jeune. Il est alors élevé par son père veuf avec son frère et ses deux sœurs. Sa famille pieuse et conservatrice est issue du nord-ouest de la Côte d’Ivoire et descend d'érudits musulmans connus de la famille d'El-Hadji Moussa Bakayoko,.

### Études et militantisme
Hamed Bakayoko commence des études de médecine à l'université de Ouagadougou en 1984. Il ne persiste pas dans cette voie. Deux ans après, il décide de se reconvertir et se consacre au journalisme dont il fera plus tard sa profession.
En 1986, pendant ses études au Burkina Faso, il devient responsable de l’Amicale des élèves et étudiants ivoiriens au sein de ce pays. Quand il rentre à Abidjan, il se rapproche des mouvements estudiantins liés au Parti démocratique de Côte d'Ivoire-Rassemblement démocratique africain (PDCI), dont il deviendra le responsable de la Jeunesse estudiantine et scolaire en 1990. Formé au militantisme à l’école du Mouvement des étudiants et élèves de Côte d'Ivoire (MEECI), il fait partie de la génération de jeunes ivoiriens qui voient l’émergence du multipartisme à partir de 1990. La réputation d’Hamed Bakayoko grandit, et il se fait remarquer lors de la campagne présidentielle de 1990. Il fonde à cette époque les Jeunesses estudiantines et scolaires du PDCI (JESPDCI), qui vont traverser la période de crise faisant suite à la mort du président Félix Houphouët-Boigny qui dirigeait le pays depuis son indépendance.

### Vie privée et familiale
Marié à partir de 1995 avec Yolande Tanoh, de confession chrétienne et avocate au barreau d’Abidjan, Hamed Bakayoko est père de quatre enfants.

## Carrière de journaliste
À 25 ans, en 1990, il fonde le quotidien Le Patriote dont il est directeur de publication jusqu’en 1993. Leader étudiant influent au sein du PDCI, il finit par obtenir que son journal devienne l’organe de presse du Rassemblement des républicains (RDR), fondé par Djéni Kobina lors de la scission du PDCI historique.
En 1993, trois ans plus tard, il est le premier PDG de radio Nostalgie Côte d'Ivoire à sa création. En 2000, il devient PDG de radio Nostalgie Afrique.

## Réseaux

### Politique
Le parcours d’Hamed Bakayoko lui permet de se créer un important réseau international. Dans le monde politique, il est proche du roi du Maroc, Mohammed VI et du président du Burkina Faso, Roch Marc Christian Kaboré.
Dans la politique ivoirienne, il parvient à conserver des liens de confiance dans les deux camps de la guerre civile (2007-2011), des « comzones » insurgées jusqu’au sein du Front populaire ivoirien (FPI) de Laurent Gbagbo. L’affirmation et la densification de son réseau a permis progressivement à Hamed Bakayoko de s’imposer comme un négociateur et un intermédiaire dans le jeu politique ivoirien et sous-régional[réf. à confirmer].
En tant que président et fondateur de la Jeunesse estudiantine et scolaire du PDCI (JESPDCI), il s’implique dans la crise politique qui secoue la Côte d’Ivoire en 1990. Il mêle activités professionnelles et vie associative en devenant en 2001 président du conseil national des patrons de la presse de Côte d’Ivoire. Enfin, en 2014, il crée la fondation MAYAMA, en hommage à sa mère Mayama Bakayoko : cette fondation œuvre pour la scolarisation et l’insertion de la femme dans la société ivoirienne, en travaillant pour leur autonomie intellectuelle et financière.
Franc-maçon, Hamed Bakayoko est le grand maître de la Grande loge de Côte d’Ivoire de 2015 à sa mort,,.
En 2023, Hamed Bakayoko est mentionné, avec Karim Keïta, ami proche et fils du président malien, comme l'organisateur d'un trafic d'or, extrait du Mali et exporté illégalement en Côte d'Ivoire via Sahel aviation service.

### Culturel et sportif
Amateur de musique, Hamed Bakayoko est proche d'artistes populaires tels que DJ Arafat, A’salfo (Salif Traoré) du groupe Magic System, ou encore de Tiken Jah Fakoly. Son passé au sein de Radio Nostalgie lui permet de se lier d’amitié avec DJ Arafat, alors connu comme « l'Étoile filante » du coupé décalé. Il déclara avoir été séduit par les origines modestes de la star ivoirienne. « Hamback », surnom d’Hamed Bakayoko, encourage alors le jeune artiste et devient son protecteur, l'invitant à plusieurs reprises dans son club privé. La star disparue le 12 août 2019 avait d’ailleurs appelé à voter pour Hamed Bakayoko lors de son meeting de campagne municipale à Abobo. Aussi Bakayoko n'hésitait pas à présenter DJ Arafat comme son « fils ».
De sa proximité avec la scène culturelle ivoirienne et africaine, Hamed Bakayoko se veut proche des préoccupations populaires nationales mais aussi un défenseur des cultures africaines.
Au-delà de son goût pour les rythmes ivoiriens, Hamed Bakayoko est également connu pour être un adepte du Makossa camerounais ou bien du Ndombolo, sorte de rumba congolaise.
Hamed Bakayoko est proche de Didier Drogba, qui, en 2018, lors du décès de son père lui présente publiquement ses condoléances et en fait l'éloge.

## Parcours politique

### Débuts
Hamed Bakayoko devient membre du Rassemblement des républicains (RDR) dès sa fondation en 1994 ; le parti est ensuite regroupé avec d’autres au sein du Rassemblement des houphouëtistes pour la démocratie et la paix (RHDP). Lors de la formation du gouvernement de réconciliation nationale consécutive aux accords de Linas-Marcoussis (2003), Guillaume Soro, dont Bakayoko est proche, propose à Alassane Ouattara qu'Hamed Bakayoko obtienne le portefeuille de ministre des Nouvelles Technologies de l'information et de la communication (NTIC). Le président Laurent Gbagbo suit ce conseil,. Appelé en tant que membre du RDR au sein du gouvernement d’union nationale, il remplit ces fonctions jusqu’à l’arrivée au pouvoir d'Alassane Ouattara en 2011.

### Ministre d'État, ministre de l'Intérieur
En 2011, si Hamed Bakayoko ne fait pas encore partie du cercle rapproché d'Alassane Ouattara, il entretient déjà une relation de confiance avec son épouse. Ainsi, le président le nomme au ministère de l'Intérieur en avril 2011. En 2016, il est reconduit comme ministre de l’Intérieur dans les gouvernements de Jeannot Ahoussou-Kouadio, de Daniel Kablan Duncan et d'Amadou Gon Coulibaly. Entouré de techniciens, et grâce à ses bonnes relations avec les anciens chefs militaires locaux et les dirigeants du FPI, Hamed Bakayoko parvient, jusqu’à son départ en 2017, à stabiliser un pays marqué par dix ans de partition et une grande insécurité au sortir de la crise post-électorale de 2010-2011,.
Ses résultats au ministère de l’Intérieur marquent l’entrée d'Hamed Bakayoko dans le cercle de proximité du président Ouattara. Ce dernier l'utilise également dans divers types de négociations avec ses alliés ou adversaires politiques, voire lors de négociations régionales en Afrique de l'Ouest.

### Ministre d'État, ministre de la Défense
En juillet 2017, quelques mois après les mutineries des Forces armées de Côte d'Ivoire (FANCI, aujourd’hui FACI), Hamed Bakayoko est appelé au ministère de la Défense afin notamment de rétablir l’ordre dans l’institution militaire. Il est chargé de mettre en place la Réforme du secteur de la sécurité (RSS) ivoirien, embourbé depuis 2011, et de faire appliquer la Loi de programmation militaire adoptée en 2016. À cette époque, les FACI sont des troupes mal équipées, mal entraînées, peu fiables et non opérationnelles. Sous son égide, les FACI voient leurs effectifs restructurés (4 000 départs à la retraite), leurs chaînes de commandement rationalisées et purgées de leurs éléments trop politisés et peu compétents. Une partie de leurs infrastructures sont également rénovées (casernes, écoles…) voire créées (hôpitaux militaires…). Enfin, Hamed Bakayoko maintient le Partenariat militaire opérationnel (PMO) avec les forces françaises en Côte d’Ivoire (FFCI), présentes dans le pays afin de prodiguer des missions de formation et de conseil auprès des FACI.

### Élection à la mairie d’Abobo
En 2018, Hamed Bakayoko est élu maire d’Abobo, avec près de 59 % des voix face à Tehfour Koné,. La commune d’Abobo, peuplée de plus d’un million d’habitants, constitue l’une des plus grandes commune de Côte d’Ivoire, et est marquée par une forte pauvreté,.

### Premier ministre

#### Intérims
Renforcé par ce succès électoral, et proche du président Alassane Ouattara, Hamed Bakayoko apparaît comme l'un des deux favoris — avec le Premier ministre Amadou Gon Coulibaly — pour succéder à Ouattara à l’occasion de l'élection présidentielle de 2020. En mai 2020, Amadou Gon Coulibaly, choisi quelques mois plus tôt comme candidat à l'élection présidentielle, est évacué vers la France pour raison de santé. Pendant son absence, Bakayoko assure l'intérim à la tête du gouvernement,,. À la suite de la mort de Gon Coulibaly, le 8 juillet 2020, la candidature de Bakayoko est de nouveau évoquée pour l'élection présidentielle. Il assure de nouveau l'intérim à la tête du gouvernement,. Le 25 juillet, il appelle le président sortant à se représenter.

#### Confirmation à la tête du gouvernement
Il est confirmé dans ses fonctions le 30 juillet 2020 par le président Alassane Ouattara. Il conserve également son portefeuille de la Défense. Il prend ses fonctions le 4 août. Ouattara annonce sa candidature le 6 août et remporte l'élection face à Kouadio Konan Bertin qui était l'opposant le plus populaire à la suite des boycotts actifs des autres partis politiques.

#### Maladies, hospitalisations et mort
À partir de la fin de l’année 2020, Hamed Bakayoko se plaint d'une importante fatigue. Il est en parallèle atteint par la maladie à coronavirus 2019 (Covid-19) et par une sévère crise de paludisme.
Très affaibli, il est transporté vers la France le 18 février 2021. Il est soigné à l’hôpital américain de Paris, où il avait effectué une série de tests médicaux le mois précédent et où il reçoit la visite d’Alassane Ouattara. En fait atteint d'un cancer du foie en phase terminale,, il voit son état de santé se dégrader fortement. Il est envisagé le 4 mars qu'il subisse une greffe en Turquie, mais les médecins le jugent trop faible pour être opéré, et l’envoient le 6 mars au centre hospitalier de Fribourg-en-Brisgau, en Allemagne, pour lui administrer un traitement expérimental, alors que la presse révèle le jour même la nature de sa maladie.
En son absence, il est élu député lors des élections législatives du 6 mars. Le 8 mars, conscient de la gravité de la situation, le président Ouattara signe deux décrets « portant intérim » de Hamed Bakayoko (qui fait l'objet de rumeurs sur son décès), le remplaçant par Patrick Achi à la tête du gouvernement, et par son frère Téné Birahima Ouattara au ministère de la Défense.
Le 10 mars 2021, le président Alassane Ouattara annonce qu'Hamed Bakayoko est mort à Fribourg, des suites de son cancer fulgurant,. Le 17 mars, une journée d’hommage national lui est consacrée ; alors que le Premier ministre défunt était très proche du milieu de la culture, plusieurs artistes — dont Alpha Blondy, Fally Ipupa et Sidiki Diabaté — se produisent devant un public de 30 000 personnes venues en son honneur. Rapatrié en Côte d'Ivoire, son corps est inhumé le 19 mars dans sa ville d'origine Séguéla.

## Distinctions et décorations
- Mars 2021 : grand-croix de l'ordre national de Côte d'Ivoire (posthume)[58]
- Janvier 2020 : commandeur de l'ordre du Mérite de la Communication (Côte d'Ivoire)[59]
- Février 2020 : commandeur de l'ordre du Mérite agricole (Côte d'Ivoire)[59]
- Juillet 2019 : commandeur de l'ordre du Mérite de l'Étalon (Burkina Faso)[59]
- Novembre 2019 : Médaille d’honneur de la Police nationale avec les palmes (Côte d'Ivoire)[59]
- Décembre 2017 : commandeur de l'ordre du Mérite maritime (Côte d'Ivoire)[59]
- Février 2016 :  Grand officier de l'ordre de l'Étoile d'Italie pour son engagement dans la coopération avec l'Italie[60]
- Avril 2015 : CGECI Academy 2015 (Patronat Ivoirien) : prix du Partenaire Public[59]
- Août 2011 : Commandeur de l'ordre national du Mérite ivoirien[59]

## Hommages
Le lycée moderne d'Abobo Pk 18 est rebaptisé « lycée moderne Hamed-Bakayoko d’Abobo Pk 18 » en mai 2023. Une cérémonie se déroule en mars 2024.